# Fefes Blog
Fefes Blog ist ein Watchblog des deutschen IT-Sicherheitsexperten Felix von Leitner, Spitzname Fefe. Seit der Gründung am 31. März 2005 kommentiert von Leitner dort aus der Sicht eines Nerds und IT-Experten das Zeitgeschehen. Weitere Themen sind Verschwörungstheorien, Software-Sicherheitsprobleme und Leaks. Fefes Blog war laut Taz 2015 ein Leitmedium der Nerdszene. Fefes provokative Rhetorik polarisiert und ruft regelmäßig starke Reaktionen auch außerhalb der Nerdszene hervor. Zum Konzept des Blogs gehören das puristische Design mit kaum formatiertem HTML-Text ohne grafische Gestaltung und die Realisierung mittels selbst geschriebener Software. Eine Kommentarfunktion gibt es nicht. Stattdessen ergänzt Fefe seine Beiträge mit Updates, die auf Rückmeldungen seiner Leser zurückgehen.

## Person
Felix von Leitner (* 1973) ist IT-Sicherheitsberater, Programmierer, Datenschutzaktivist und Blogger. Seit 1993 veröffentlicht von Leitner Software. Er ist der Chefentwickler der Software ncp und diet libc sowie weiterer kleiner Programme.
Zu Anfang seiner Laufbahn programmierte er als Student 1997 eine Nachrichtensuchmaschine namens Paperboy. Er wurde dafür von Verlagen verklagt. Die Klage ging über mehrere Jahre durch alle Instanzen und wurde in letzter Instanz abgewiesen.
1999 gründeten Felix von Leitner und Özgür Kesim das IT-Sicherheitsunternehmen Code Blau, beide sind Geschäftsführer.
Felix von Leitner war Mitglied des Chaos Computer Clubs Berlin, aus dem er am 19. Januar 2016 austrat.

## Blog
Ende März 2005 ging Fefes Blog erstmalig online. Fefe nutzt dafür seine Website, auf der er auch seine Software und Vorträge veröffentlicht.

### Inhalte

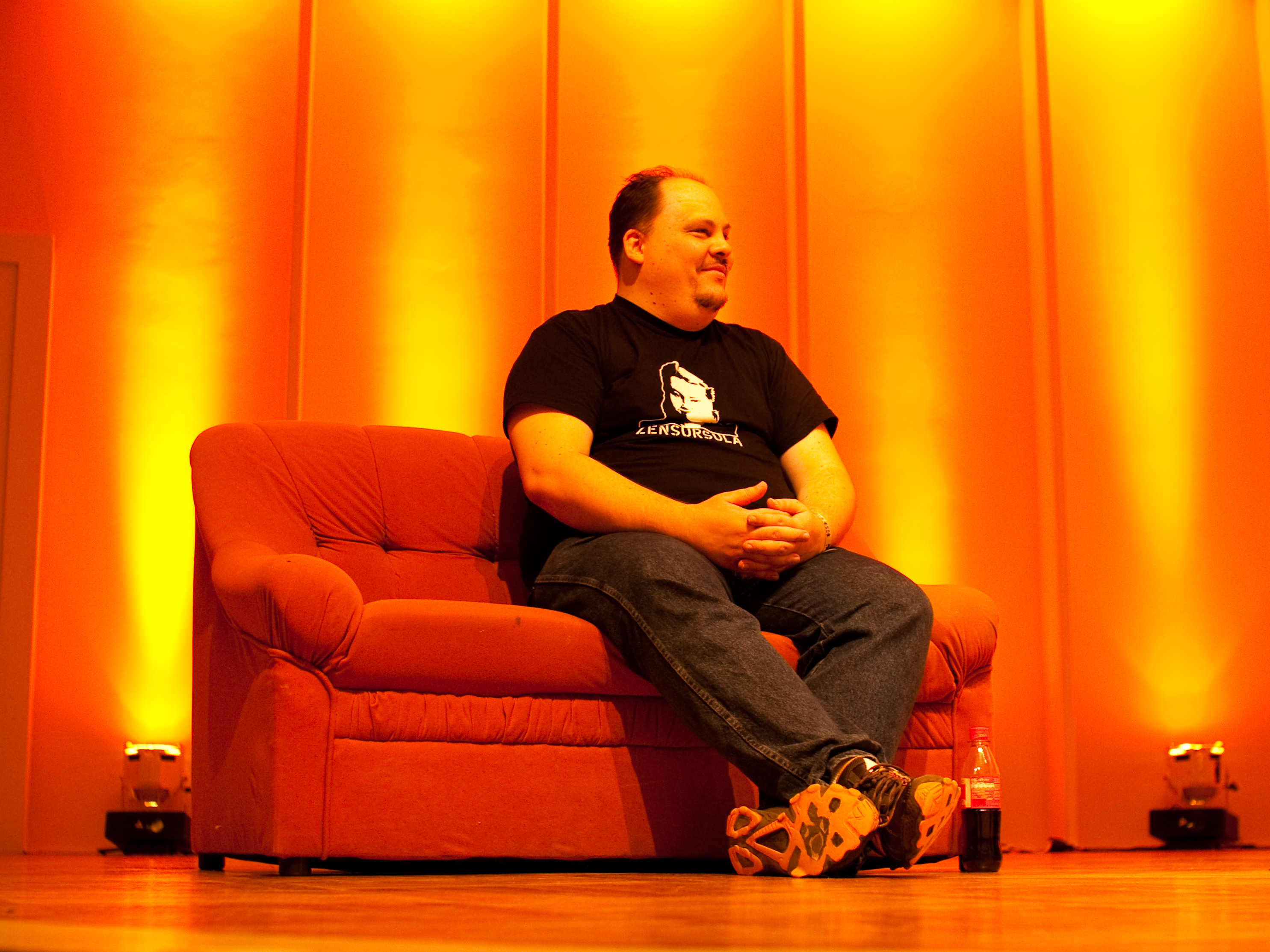
Fefe auf dem Podium des Chaos Communication Congresses 2009

Felix von Leitner veröffentlicht in seinem Blog täglich Nachrichtenmeldungen und kommentiert diese. Stilistisch bedient er sich bei seinen Kommentaren „einer unverstellt wirkenden Alltagssprache mit Jargonelementen aus der IT-Szene“, wodurch seine Äußerungen als Meinungen zu verstehen sind.
In einem Interview mit dem Medien-Branchendienst Meedia erläuterte von Leitner, dass er sich nicht als Nachrichtenquelle sehe und „keinen Anspruch auf Wahrheit oder vollständige Berichterstattung erhebe“. Außerdem werden nach eigenen Angaben im Blog gelegentlich gezielte Falschmeldungen verbreitet, mit dem erklärten Ziel, die Medienkompetenz der Leser zu steigern.
Wiederholt wurden Veröffentlichungen aus Fefes Blog in anderen Medien aufgegriffen: So etwa in der Diskussion um Internetsperren und über Löschungen in der deutschsprachigen Wikipedia.
Ein Schwerpunkt der Blogbeiträge sind Veröffentlichungen von Sicherheitslücken, die zum Teil eine beträchtliche Tragweite haben. Bei heise Security wird von Leitner als Sicherheitsspezialist mit Verweis auf seine Blogbeiträge zitiert.
2006 veröffentlichte von Leitner ein geheimes Dokument des Bundeskriminalamts zum Thema Verdachtskriterien islamistischer Terrorismus. Das Bundeskriminalamt mahnte den Blogger nach eineinhalb Jahren wegen der Veröffentlichung ab. Ebenfalls 2006 machte er auf Probleme der Elektronischen Gesundheitskarte aufmerksam.
Im Zusammenhang mit Polizeiübergriffen am Rande der Demonstration unter dem Motto „Freiheit statt Angst“ am 12. September 2009 wurde ein Video der Übergriffe zuerst auf Fefes Blog veröffentlicht. Verschiedene Medien berichteten über den Vorfall mit Fefes Blog als Quelle für das Zeugenvideo.
Ende 2009 thematisierte Leitner auf seinem Blog die Verfahren zur Löschung von Artikeln in der Wikipedia. Es folgte eine Internetdebatte über die Relevanzkriterien der Wikipedia, also die Abgrenzung zwischen zulässigen und nicht zulässigen Lemmata beziehungsweise Artikeln, die auch außerhalb der Wikipedia geführt wurde, insbesondere als auch der Wikipedia-Artikel Fefes Blog nach einem Löschantrag zur Diskussion stand.
Im April 2014 äußerte von Leitner in seinem Blog den Verdacht, der Heartbleed-Bug könnte eine durch den Programmierer gegen Bezahlung absichtlich eingebaute Backdoor sein.

### Rezeption
Stefan Mesch beschrieb 2010 in Der Zeit Leitners Beiträge als süffisant formulierte und pessimistische Schlussfolgerungen, die „oft […] nah an der Verschwörungstheorie“ seien, aber oft auch „brisante Zusammenhänge“ zeigten.
Zum zehnjährigen Bestehen von Fefes Blog 2015 kritisierte der Blogger Michael Seemann Fefe und die „Fefisten“ in der Taz. Seiner Meinung nach betreibe Fefe mangelhafte Recherche, Hetze gegen Minderheiten und habe undifferenzierte Sichtweisen. Sein Blog sei eine „Hassmaschine“, „das Leitmedium von ahnungslosen, reaktionär-ignoranten Arschlochnerds“.
Ebenfalls zum zehnjährigen Bestehen schrieb Jürgen Kuri, Redakteur bei heise online und c’t, dass neben der Verantwortung Leitners für die von ihm veröffentlichten Inhalte auch seine Leser dafür verantwortlich seien, wie sie mit diesen umgehen.

### Verbreitung
Das Wikio-Blog-Ranking wertete das Blog im Oktober 2009 auf Platz 1 der deutschen Blogs in der Kategorie Gesellschaft. Bei den Deutschen Blogcharts fiel das Blog vom fünften Platz (2009) auf Platz 66 (2013) in einer Liste der am häufigsten referenzierten Weblogs Deutschlands.
Bei der Bloganalyse Rivva erreichte Fefes Blog 2009 Rang 10 unter den deutschen Online-Leitmedien, während die Blog-Charts von Twingly es im Oktober 2009 nicht erwähnten.
Nach Daten des Google-Ad-Planners verzeichnete das Blog im Jahr 2011 rund 220.000 Zugriffe pro Monat und belegte damit zu dieser Zeit Platz 10 unter den deutschen Blogs. Im April 2010 nannte Leander Wattig auf seiner Plattform Orbanism Fefes Blog auf Platz 5 der deutschen 100 Top-Blogs.
Im Februar 2012 schrieb Rainer Meyer auf Blogbar.de: „Natürlich ist Fefe eine Herausforderung für diese Leute. Weil er wie sonst niemand in Deutschland im Bereich der Netzpolitik entscheiden kann, ob ein Thema hochkommt und Reichweite erhält. Fefe hat eine Reichweite grösser als wichtige Nachrichtenmedien, und so gut wie keine Streuverluste.“ Im Juli 2013 stellte die FAZ ihren Interviewpartner Felix von Leitner als einen der einflussreichsten Blogger vor. Im März 2015 berichtete netzpolitik.org, dass Fefes Blog nach Google, Facebook und Twitter der Traffic-Bringer Nummer vier für ihren Blog sei. Im März 2015 stufte Die Tageszeitung Fefes Blog als das Leitmedium für den reaktionär-ignoranten Teil der männlichen deutschen Netzszene ein und bezeichnete Fefes Blog als diskursmächtig.
Im September 2018 wurde Fefes Blog bei der ownCloud conference als einer der Top-50-Blogs in Deutschland vorgestellt. Im März 2020 bezeichnete Meedia Fefe als einen der renommiertesten IT-Blogger Deutschlands.
Seit Mitte Mai 2025 wurde der Blog, der ansonsten fast täglich aktualisiert wurde, nicht mehr mit aktuellen Meldungen versehen. Zugleich ist das Let’s-Encrypt-Zertifikat nicht erneuert worden, so dass der Zugriff derzeit erschwert ist.

### Technik
Das Blog basiert auf einer von Felix von Leitner selbst entwickelten Software. Sie wurde in der Programmiersprache C geschrieben und verwendet die ebenfalls von ihm entwickelten Programmbibliotheken diet libc und libowfat sowie den Webserver gatling und den LDAP-Server tinyldap. Im Oktober 2015 erreichten „die LDAP-Rohdaten dieses Blogs“ die Größe von 23 MB.
Felix von Leitner ist ein Verfechter einfacher Software und erklärter Gegner von Bloatware. Dementsprechend verzichtet Fefes Blog auch bewusst auf Techniken wie PHP, Java, JavaScript, MySQL und PostgreSQL, obwohl zumindest ein Teil der zur Pflege verwendeten Skripte in Perl geschrieben ist. Bei den ausgegebenen HTML-Seiten verzichtet das Blog auf einige strukturierende Elemente wie <head> oder <body>. Auch setzt es standardmäßig keine Cascading Style Sheets ein (bis auf einzelne Inline-Styles), allerdings können Leser eigene Stile auf die Seite anwenden, indem eine CSS-Datei im URL angegeben wird.
Die Software bietet keine Möglichkeit, Kommentare und Trackbacks zu Beiträgen im Blog zu hinterlassen. Von Leitner begründet dies mit der aus seiner Sicht sonst notwendigen Vorzensur, um sich vor Prozessen vor der Pressekammer Hamburg zu schützen.

### Podcast

Logo von Alternativlos

Als eine Ergänzung des Blogs veröffentlicht Felix von Leitner zusammen mit dem Chaos-Computer-Club-Sprecher Frank Rieger seit Juli 2010 einen eigenen Podcast. Das Alternativlos genannte Angebot – benannt nach dem gleichlautenden politischen Schlagwort – erscheint in unregelmäßigen Abständen. Im Gegensatz zu Fefes Blog versucht Alternativlos, die jeweiligen Inhalte mit hinreichender Tiefe zu behandeln. Am Ende des Jahres 2011 wurde Alternativlos von DRadio Wissen bei den Netzprojekten des Jahres in der Rubrik „Politischer Podcast“ zum Podcast des Jahres gekürt; Tobias Lenartz schrieb: „Der Podcast Alternativlos.org ragt heraus – thematisch und stilistisch.“
Zu Gast im Podcast standen von Leitner und Rieger bereits Gäste wie Frank Schirrmacher, Constanze Kurz, Gaby Weber, Mathias Döpfner, Kai Biermann, Martin Haase, Michael Sailer, Linus Neumann, Sascha Lobo, Andrej Holm und Rop Gonggrijp zur Seite.

### Trivia
Von Dezember 2010 bis zum 1. April 2014 betrieb Linus Neumann eine Website, die das Blog zu Versuchszwecken mit einer Kommentarfunktion versah. Das Blog wurde vorgeblich nach einer Abmahnung des Rechtsanwalts Markus Kompa geschlossen. Neumann, Kompa und Fefe gaben in den darauffolgenden Tagen bekannt, dass die Abmahnung ein Aprilscherz gewesen sei, den sie vorher miteinander abgesprochen hätten.